# Massimiliano Menetti
Massimiliano Menetti (nacido el 27 de enero de 1973 en Palmanova (Italia)) es un entrenador italiano de baloncesto.

## Trayectoria como entrenador
Después de pasar años entrenando a los equipos juveniles de Pallacanestro Reggiana y sirviendo como entrenador asistente, a Menetti se le ofreció el puesto de entrenador jefe para la temporada 2006-07, aunque regresó al rol de asistente al final de la temporada. 
En la temporada 2009-10 dirige al Sutor Montegranaro de la Lega Due Gold. 
En la temporada 2010-11 regresa nuevamente como asistente al Pallacanestro Reggiana. Un año después volvería a ser nombrado entrenador, puesto que ocuparía en las temporadas siguientes. En 2014 llevó a Pallacanestro Reggiana a lograr el título de la FIBA EuroChallenge.
El 1 de julio de 2015, su contrato se prorrogó hasta 2017. 
El 16 de mayo de 2018, Menetti y Pallacanestro Reggiana se separaron consensualmente, quedando todavía un año de contrato. Menetti dejó el club después de 8 temporadas como primer entrenador desde su nombramiento en 2011, logrando el ascenso a la Serie A en 2012, cinco Playoffs consecutivos y participación en los play-offs desde 2012 a 2017, una FIBA EuroChallenge en 2014, una Supercopa de Italia en 2015 y terminando dos veces subcampeón de la Serie A (2015, 2016) y llegando a las semifinales de la EuroCup en 2018.
En verano de 2018, Menetti firma como entrenador del Universo Treviso Basket de la Serie A2 (baloncesto italiano). Durante la primera temporada con Menneti al timón, Treviso ganó el campeonato de play-off de la Serie A2 (baloncesto italiano) y consiguió el ascenso a la Lega Basket Serie A.
El 24 de abril de 2020, renueva su contrato como entrenador del Universo Treviso Basket de la Lega Basket Serie A.
El 4 de abril de 2022, Max es destituido como entrenador del Nutribullet Treviso, tras 4 años en el cargo.
En la temporada 2022-23, regresa al Pallacanestro Reggiana para dirigirlo en la Lega Basket Serie A. El 5 de diciembre de 2022, es destituido como entrenador del Pallacanestro Reggiana y sería sustituido por Dragan Šakota.

## Clubs como entrenador
- 1997-2003: Pallacanestro Reggiana Juvenil
- 2003-2006: Pallacanestro Reggiana (Asistente)
- 2006-2007: Pallacanestro Reggiana
- 2007-2008: Pallacanestro Reggiana (Asistente)
- 2009-2010: Sutor Montegranaro
- 2010-2011: Pallacanestro Reggiana (Asistente)
- 2011-2018: Pallacanestro Reggiana
- 2018-2022: Universo Treviso Basket
- 2022: Pallacanestro Reggiana